# Sérgio Vieira de Mello

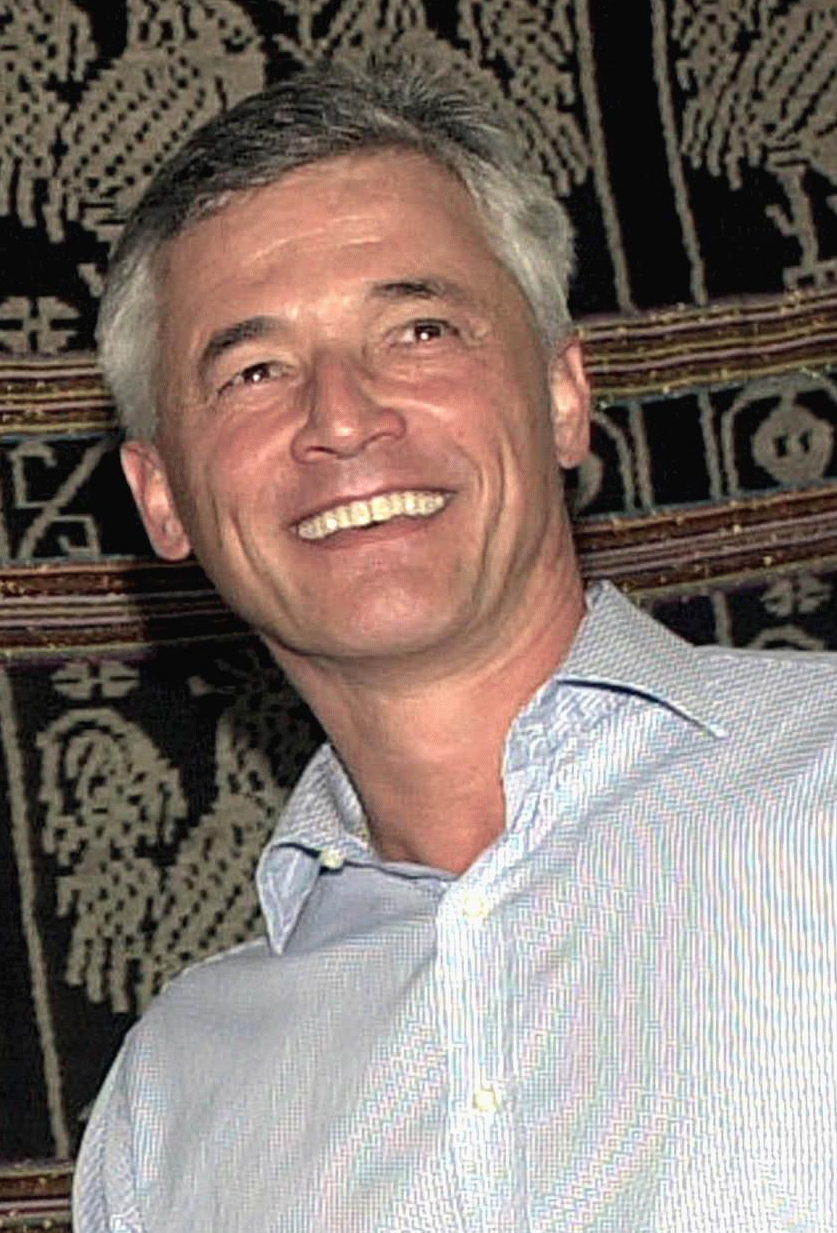
Sérgio Vieira de Mello, 2002

Sérgio Vieira de Mello (* 15. März 1948 in Rio de Janeiro; † 19. August 2003 in Bagdad) war ein hochrangiger brasilianischer Mitarbeiter der Vereinten Nationen und arbeitete unter anderem als Untergeneralsekretär für humanitäre Angelegenheiten und von 2002 bis zu seinem Tod als Hoher Kommissar der UN für Menschenrechte. Er wurde zusammen mit 21 weiteren Personen bei dem Bombenanschlag auf das Hauptquartier der UN-Mission im Canal Hotel im irakischen Bagdad getötet.

## Leben
Der Sohn eines brasilianischen Diplomaten absolvierte das Abitur an einem franco-brasilianischen Gymnasium. 1969, während seines Studiums an der Pariser Sorbonne, wurde Sérgio Vieira de Mello Mitarbeiter des UN-Flüchtlingskommissariats (UNHCR). Er nahm unter anderem an humanitären und friedenssichernden Einsätzen der UN in Bangladesch, Sudan, Zypern, Mosambik und Peru teil. Von 1981 bis 1983 war er politischer Berater der UNIFIL-Mission im Libanon. Danach leitete er verschiedene Unterabteilungen des UNHCR.

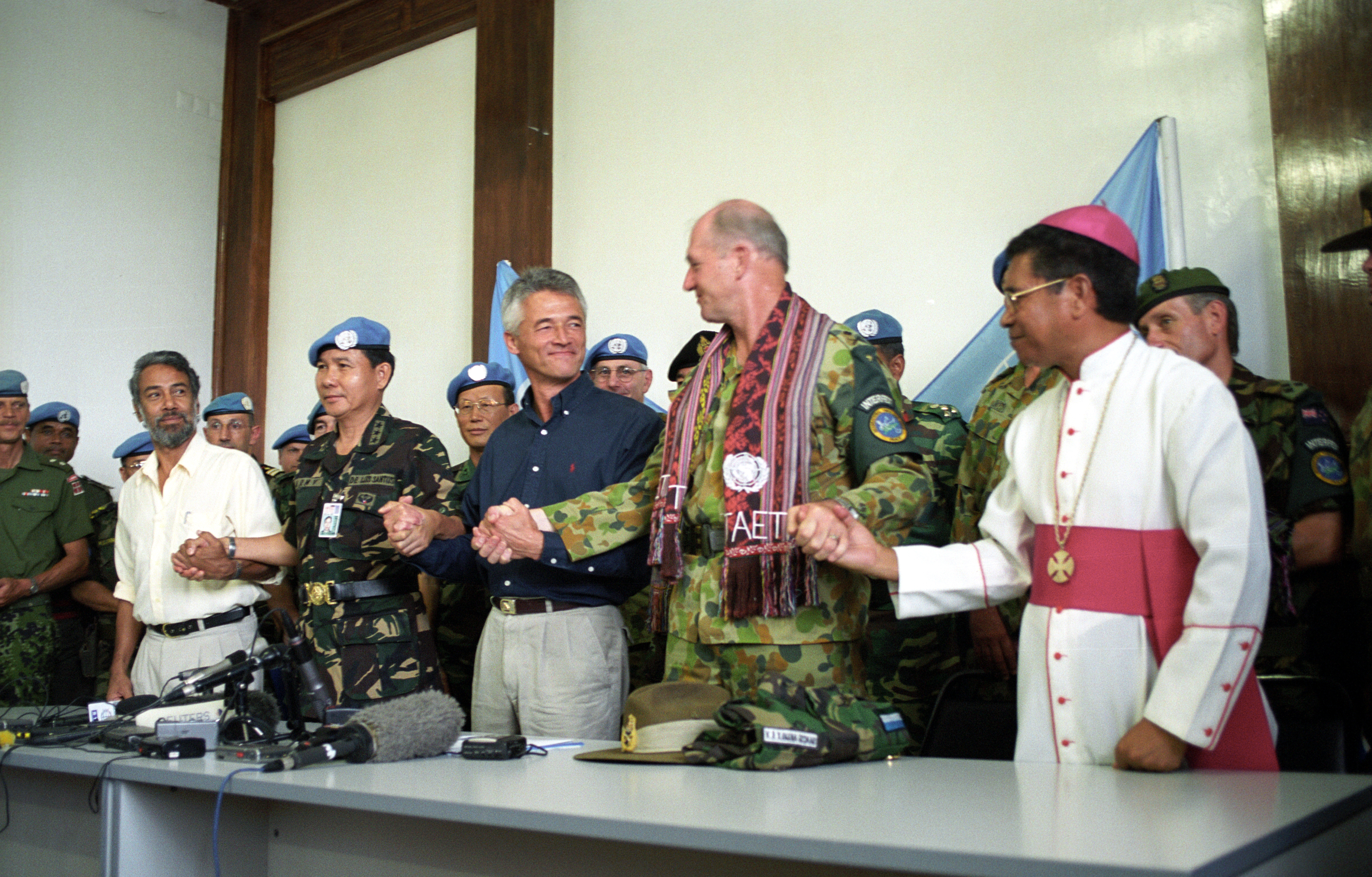
Mello bei der Übergabe der Kontrolle von INTERFET an UNTAET

In den 1990er Jahren arbeitete Mello unter anderem in Kambodscha, Jugoslawien und der afrikanischen Krisenregion der großen Seen. 1996 wurde er zum stellvertretenden Hohen Kommissar für Flüchtlinge ernannt, 1998 zum Untergeneralsekretär für humanitäre Angelegenheiten und Nothilfekoordinator. Er arbeitete zudem als Sonderbotschafter des Generalsekretärs im Kosovo sowie UN-Sonderbeauftragter für Osttimor und Direktor der UN-Übergangsverwaltung in Osttimor (UNTAET).
Ab 2002 bekleidete Mello das Amt des Hohen Kommissars der UN für Menschenrechte. Nach dem Ausbruch des Irakkrieges ließ er sich von diesem Posten beurlauben, um als Sondergesandter des Generalsekretärs im Irak zu arbeiten.
Dort wurde er, drei Monate nach Beginn der Mission, am 19. August 2003 bei der Explosion einer Autobombe im Hauptquartier der Mission im Bagdader Canal Hotel gemeinsam mit 21 weiteren Personen (in der Mehrzahl UN-Personal) getötet. Im gleichen Jahr wurde ihm postum der Menschenrechtspreis der Vereinten Nationen verliehen. Sein Grab befindet sich auf dem Cimetière des Rois in Genf.
Sérgio Vieira de Mello war verheiratet und Vater von zwei Söhnen.

## Ehrungen

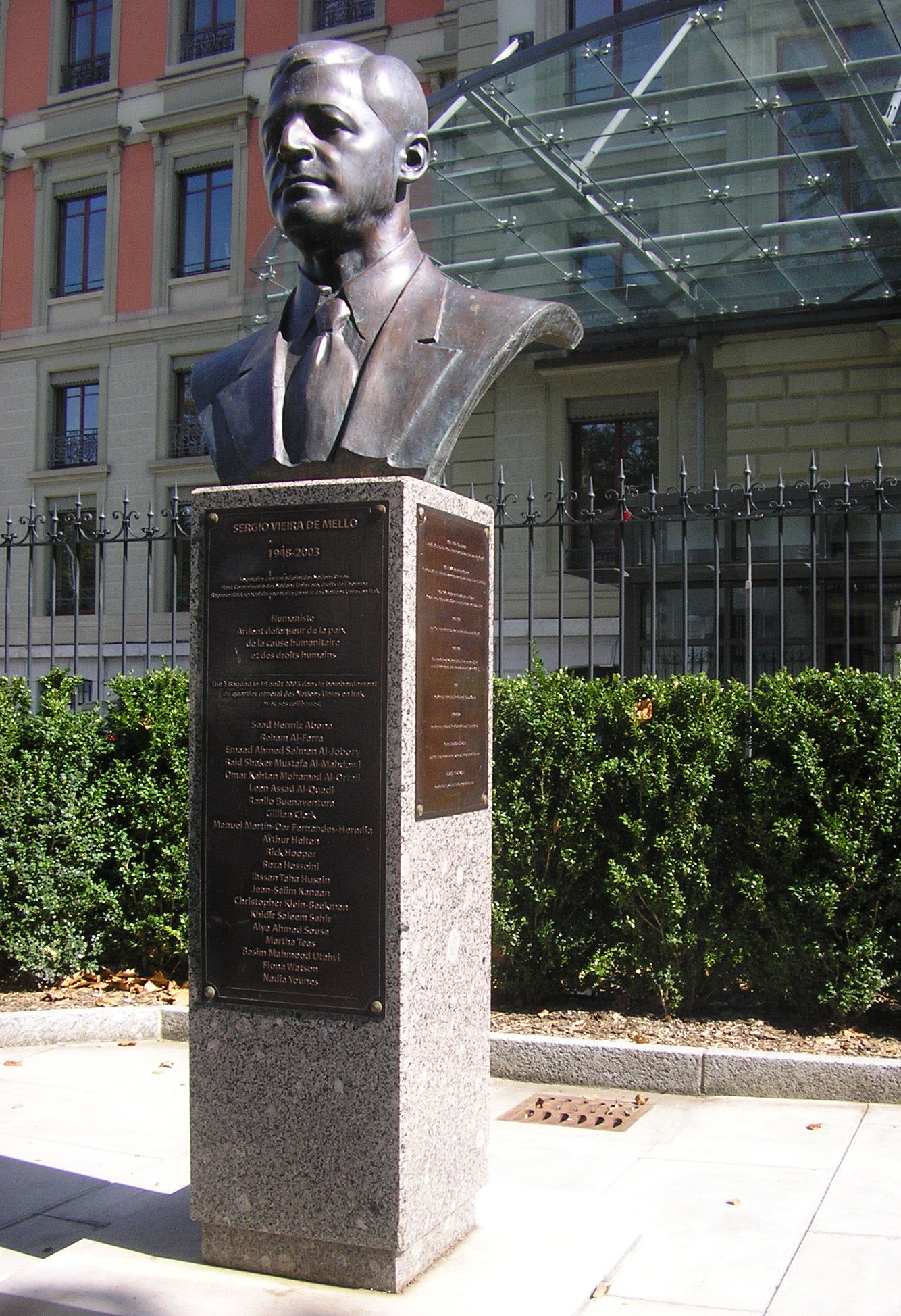
Büste von Sérgio Vieira de Mello hinter dem Palais Wilson in Genf, 2004

- Der Sergio-Vieira-de-Mello-Preis (Sergio Vieira de Mello Award) wird von der Sergio Vieira de Mello Foundation alle zwei Jahre verliehen.[3]
- Der Sergio-Vieira-de-Mello-Weltbürger-Preis ist Bestandteil der von den Vereinten Nationen verliehenen UNCA-Exzellenz-im-Journalismus-Auszeichnung.
- Der polnische Sergio-Vieira-de-Mello-Preis wird von der Villa-Decius-Stiftung in Krakau mit Unterstützung des polnischen Präsidenten und der brasilianischen und schwedischen Botschafter in Polen seit 2004 jährlich verliehen.
- Im osttimoresischen Dili sind die Straßen Travessa Sérgio Vieira de Mello in Motael und Rua Sérgio Vieira de Mello in Farol nach dem Brasilianer benannt. Vom Staatspräsidenten wird der Sérgio-Vieira-de-Mello-Menschensrechtspreis verliehen.
- Am 19. Mai 2012 wurde Mello postum die Collar des Ordem de Timor-Leste verliehen.[4]
- Im italienischen Bologna wurde eine zentrumsnahe Piazza nach de Mello benannt.
- Der Todestag Sérgio Vieira de Mellos wurde von den Vereinten Nationen zum jährlichen Welttag der humanitären Hilfe ausgerufen.

Die Studenten des 40. Diplomlehrgangs der Diplomatischen Akademie Wien benannten ihren Studienjahrgang nach Sérgio Vieira de Mello.
Der Streamingdienst Netflix veröffentlichte am 17. April 2020 den Spielfilm Sergio. Mello wird in diesem von Wagner Moura porträtiert.

## Literatur

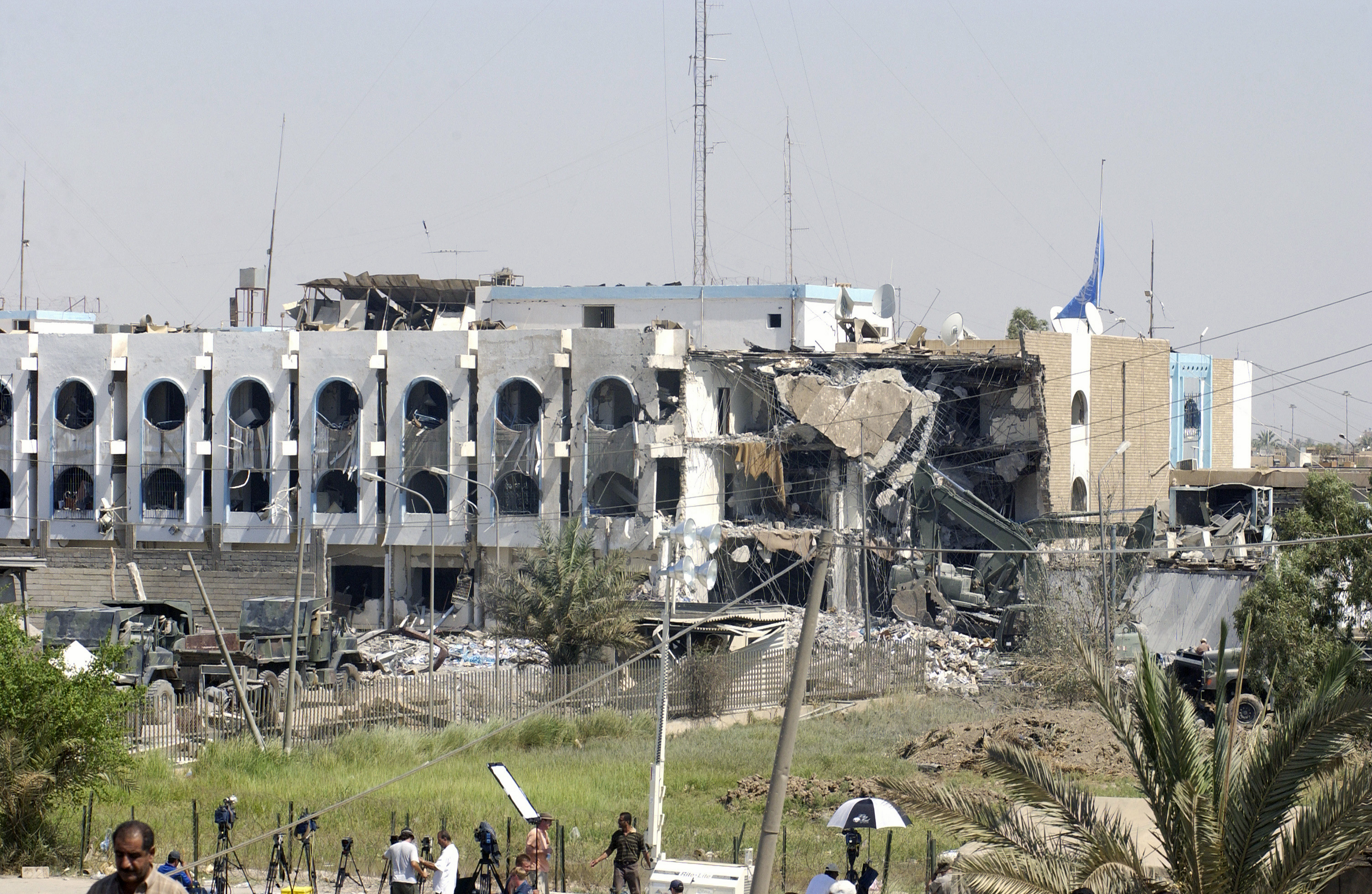
Das zerstörte Gebäude des Hauptquartiers der UN in Bagdad

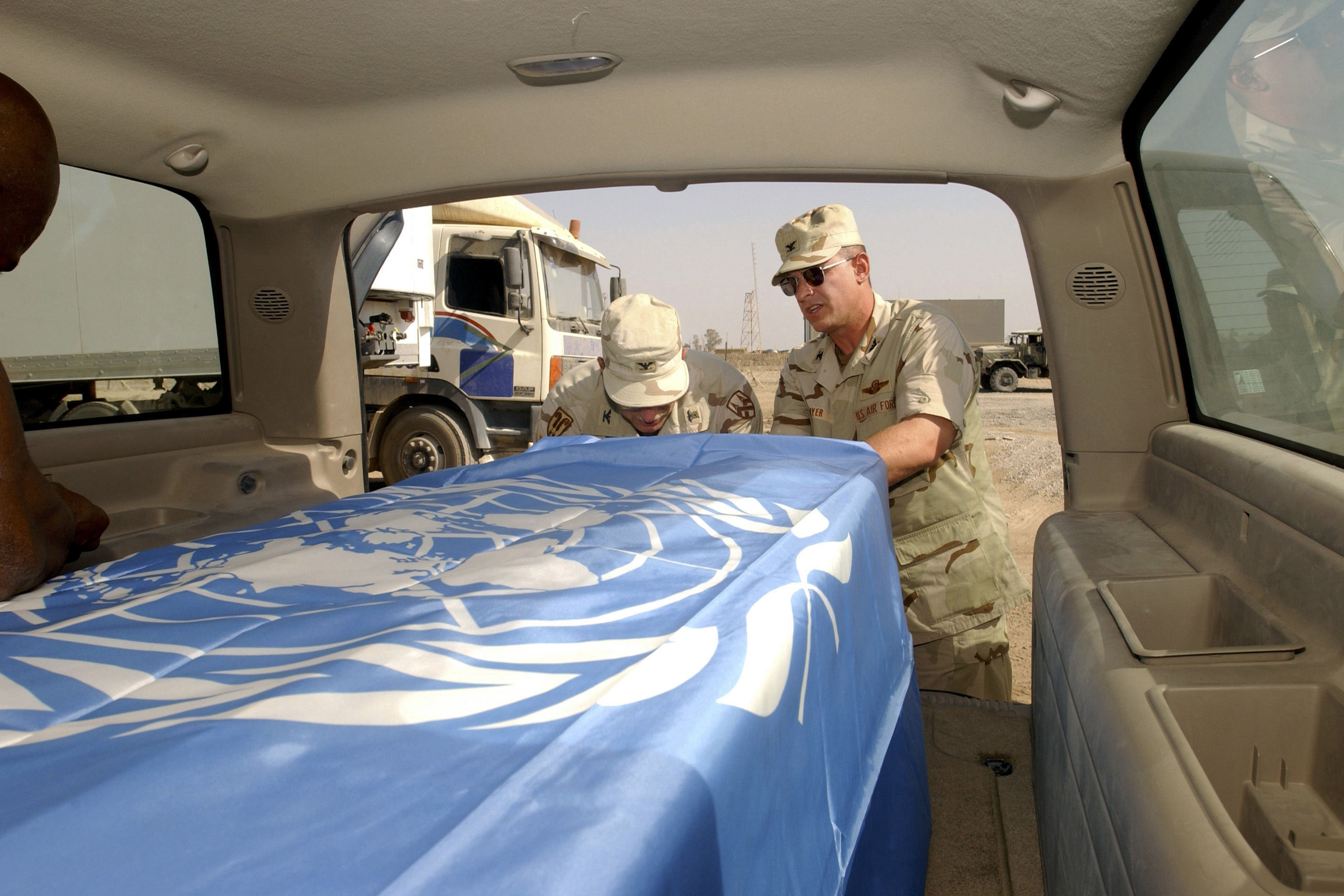
Mellos Sarg